# Maxence Caqueret
Maxence Caqueret (nascut el 15 de febrer de 2000) és un futbolista professional que juga com a centrecampista al Como 1907.